# غريغ هاو
غريغ هاو (بالإنجليزية: Greg Howe) هو عازف قيثارة وملحن أمريكي، ولد في 8 ديسمبر 1963 في إيستون في الولايات المتحدة.

## وصلات خارجية
- الموقع الرسمي
- غريغ هاو على موقع ميوزك برينز (الإنجليزية)
- غريغ هاو على موقع أول ميوزيك (الإنجليزية)
- غريغ هاو على موقع ديسكوغز (الإنجليزية)